# Басандайка
Басанда́йка (рос. Басандайка) — селище у складі Томського району Томської області, Росія. Входить до складу Меженіновського сільського поселення.

## Населення
Населення — 779 осіб (2010; 760 у 2002).
Національний склад (станом на 2002 рік):
- росіяни — 94 %